# Syma
Syma är ett litet fågelsläkte i familjen kungsfiskare inom ordningen praktfåglar. Släktet omfattar endast två arter med utbredning på Nya Guinea och i norra Australien:
- Torotorokungsfiskare (S. torotoro)
- Bergkungsfiskare (S. megarhyncha)